# Аџаји Агбебаку
Аџаји Агбебаку (? 8. јануар 1955) је био нигеријски атлетичар, чије су специјалности биле троскок и скок удаљ.

## Каријера
Први међународни успех постигао је на 1. Афричком првенству у атлетици на отворениом 1979. у Дакару поставши афрички првак у троскоку и скоку удаљ. Исто тако на 1. Светском првенство на отвореном 1983. у Хелсинкију резултатом 17,18 метара освојио бронзану медаљу у троскоку 17,18 иза Пољака Жђислава Хофмана Американца Вилија Бенкса. То је била прва медаља афричких спортиста на Светским првенствима у атлетици.
На Олимпијским играма 1984. у Лос Анђелесу Агбебаку је био седми скоком од 16,67. Непосредно пре Игара на Афричком првенству 1984. у Рабату осваја сребрну медаљу.
Његов лични рекорди троскоку на отвореном са 17,26 метара постигнут 8. јула 1983. у Едмонтону, дуго је био афрички рекорд. Тренутни је рекордер Африке у троскоку у дворани скоком од 17,00 метара (Далас, 30. јануара 1982) ..